# 数据库表

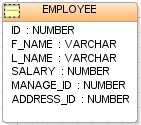
示例

在关系数据库，数据库表，又稱表格（英語：table），是一系列二维数组的集合，用来代表和储存数据对象之间的关系。表是构成表空间的基本结构，由区间构成。它由纵向的和横向的组成，例如一个有关作者信息的名为authors的表格中，每个列包含的是所有作者的某个特定类型的信息，比如“姓氏”，而每行则包含了某个特定作者的所有信息：姓、名、住址等等。
对于特定的数据库表，列的数目一般事先固定，各列之间可以由列名来识别。而行的数目可以随时、动态变化，每行通常都可以根据某个（或某几个）列中的数据来识别，称为候选键。